# Wzgórza Szeskie
Wzgórza Szeskie, Szeski Garb (842.85) (niem.: Seesker Höhen) – mezoregion fizycznogeograficzny w północno-wschodniej Polsce, północno-wschodnia część Pojezierza Mazurskiego, najmniejsza i najwyżej wzniesiona. Powierzchnia 401 km², rozciąga się w układzie południkowym na przestrzeni ok. 30 km, między Oleckiem a Gołdapią. Nazwa wzgórz pochodzi od nazwy wsi Szeszki. 
Wzgórza Szeskie, stanowiące ciąg moren czołowych, odznaczają się wyraźnym garbem w krajobrazie. Teren znajduje się na styku dwóch wielkich lobów lodowcowych, mazurskiego i litewskiego (niemnowego). W rzeźbie dużą rolę odgrywają wzgórza kemowe, w tym wysokie kemy ilaste.
W północnej części wysokości względne przekraczają 100 m. Najwyższym wzniesieniem jest Góra Szeska (309 m n.p.m.) – trzecie pod względem wysokości wzgórze polskich pojezierzy (po Wieżycy i Dylewskiej Górze). Na północ od niej ciągnie się pas wzgórz, których kulminację stanowią: Góra Rudzka (284 m n.p.m.), Góra Tatarska (308 m n.p.m.), Gołdapska Góra (pot. Piękna Góra) (272 m n.p.m.).
Jezior w zasadzie brak, występują tylko na obrzeżeniu. Występują tu małe zagłębienia bezodpływowe, wypełnione wodą lub zabagnione, oraz liczne strumienie o znacznych spadkach. W czasie burz strumienie te mogą powodować erozję gleby.
Klimat obszaru jest wyraźnie chłodniejszy (o 0,5–1 st.C) i wilgotniejszy w porównaniu z otaczającymi terenami, roczne opady przekraczają 700 mm. Ukształtowanie terenu i długo zalegająca pokrywa śnieżna umożliwia uprawianie tutaj narciarstwa zjazdowego (m.in. na Górze Gołdapskiej istnieje Centrum Sportowo-Rekreacyjne Piękna Góra).
Brak jest większych kompleksów leśnych. Na obszarze Wzgórz znajdują się rezerwaty przyrody:
- Cisowy Jar, obejmujący wąwóz porośnięty lasem mieszanym, ochronie podlega najbogatsze na Mazurach stanowisko cisa pospolitego;
- Torfowisko na Tatarskiej Górze, obejmujący kompleks torfowisk i zbiornik dystroficzny na Tatarskiej Górze.

Region odznacza się niewielką gęstością zaludnienia, brak jest większych osiedli.